# کیوبا (میزوری)
کیوبا (به انگلیسی: Cuba) یک شهر در ایالات متحده آمریکا است که در شهرستان کرافورد، میزوری واقع شده‌است. کیوبا ۸٫۲۹ کیلومتر مربع مساحت و ۳٬۳۵۶ نفر جمعیت دارد و ۳۰۵ متر بالاتر از سطح دریا واقع شده‌است.